# Patrera stylifer
Patrera stylifer är en spindelart som först beskrevs av F. O. Pickard-Cambridge 1900.  Patrera stylifer ingår i släktet Patrera och familjen spökspindlar.
Artens utbredningsområde är Panama. Inga underarter finns listade i Catalogue of Life.